# La Coiffure (Morisot)
Pour les articles homonymes, voir La Coiffure.
La Coiffure est un tableau réalisé en 1894 par la peintre française Berthe Morisot. De format vertical, cette huile sur toile est une scène de genre conservée depuis 1964 au musée national des Beaux-Arts, à Buenos Aires, en Argentine. Elle représente une jeune femme en train de se faire coiffer par une autre dans un intérieur décoré.
Assise en chemise de nuit blanche, la figure au centre de la composition se fait en effet peigner ses cheveux noirs par une consœur blonde debout derrière elle, avec en fond un mur rose où sont accrochés des éventails et un portrait encadré. Ce dernier est Le Corsage noir, un tableau exécuté par l'artiste en 1878 et qui se trouve à présent à Dublin, en Irlande.

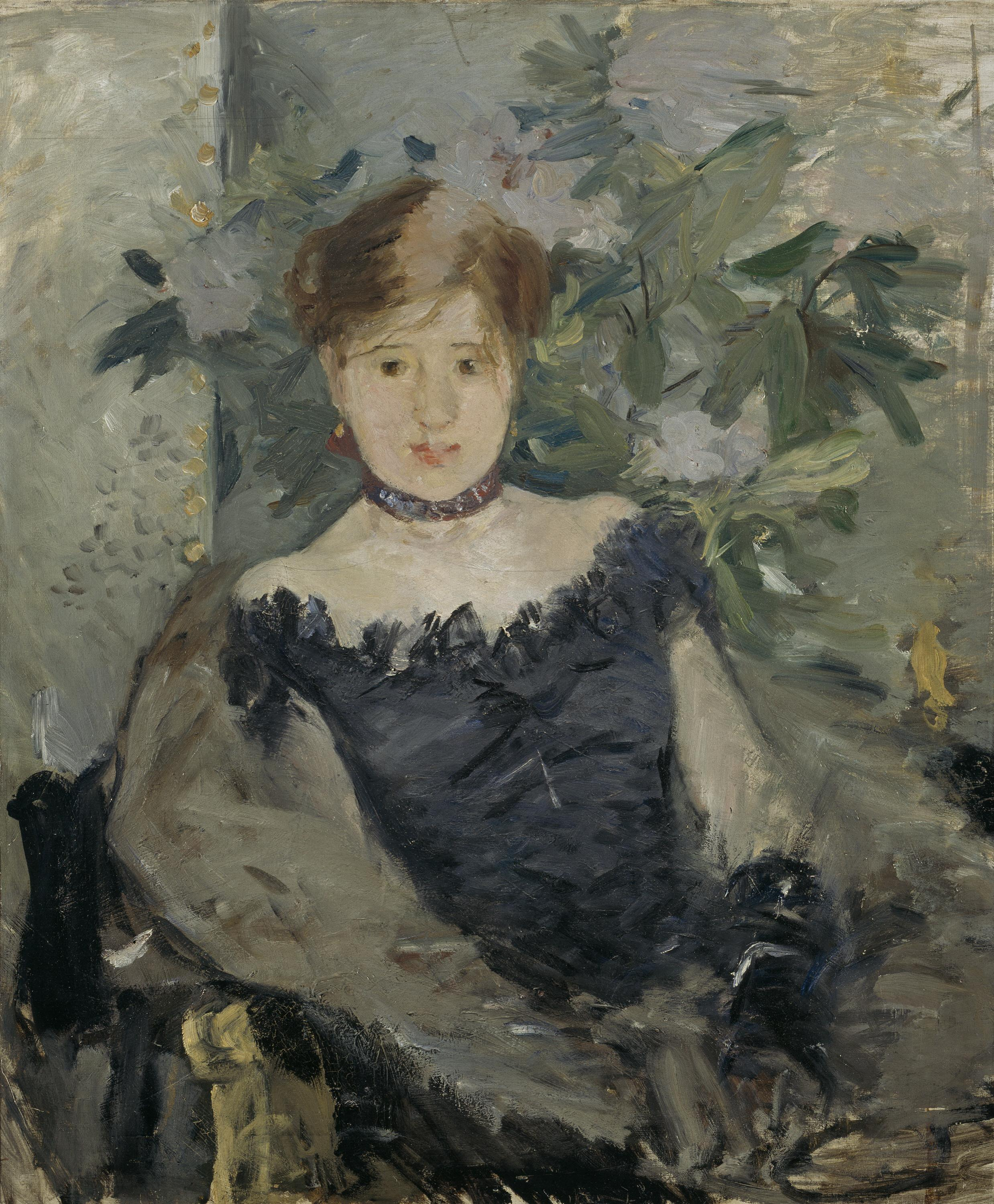
Le Corsage noir, 1878 – Galerie nationale d'Irlande, Dublin.